# Dacia 1100
La Dacia 1100 est une petite berline à moteur arrière, fabriquée par le constructeur automobile roumain Dacia de 1968 à 1972. À quelques détails près, elle est rigoureusement identique à la Renault 8, lancée en 1962 sur le marché français.

## Histoire
En septembre 1966, le gouvernement roumain signe un contrat avec la Régie Renault, qui  devra se charger de la construction d’une usine dans la ville de Piteşti, au nord-ouest de Bucarest. Renault promet aux Roumains de leur fournir son futur modèle-phare, alors en plein développement : la R12.
L’usine est achevée en août 1968, mais la Renault 12 n’est pas encore finalisée : elle ne sera présentée que l’année suivante à Paris. Afin que tout soit prêt pour son arrivée prochaine, les autorités décident de faire tourner les chaînes grâce à un autre modèle de la Régie : la populaire Renault 8, alors âgée de 6 ans. Le modèle roumain est baptisé Dacia 1100, en référence au nom antique de la Roumanie (la Dacie), et à la cylindrée de son moteur 4 cylindres de 68 ch.
La première Dacia de l’histoire sort des chaînes le 3 août 1968, et sera offerte au président Ceaușescu, qui inaugure l’usine quelques jours plus tard. Il semblerait que cette voiture ait été récupérée après la chute du régime en 1989.
Extérieurement, la 1100 est identique à la Renault, à une plaquette chromée portant la mention « Dacia 1100 » près. Il faut également préciser que les ouvriers roumains ne réalisent qu’un travail d’assemblage, puisque toutes les pièces sont importées de France.
Un an après sa sortie, la 1100 partage désormais l’usine avec sa grande sœur, la toute nouvelle 1300. Vers la même époque, Dacia construit la 1100 S en petite série de 100 exemplaires, destinée à la police roumaine, techniquement et esthétiquement semblable à la Renault 8 S (quatre phares ronds, moteur à carburateur double corps). Cette « Sport » apparaîtra également dans quelques compétitions locales.
L’usine décide d’arrêter la carrière de la 1100 en janvier 1972, après en avoir produit 37 646 exemplaires.

## Galerie

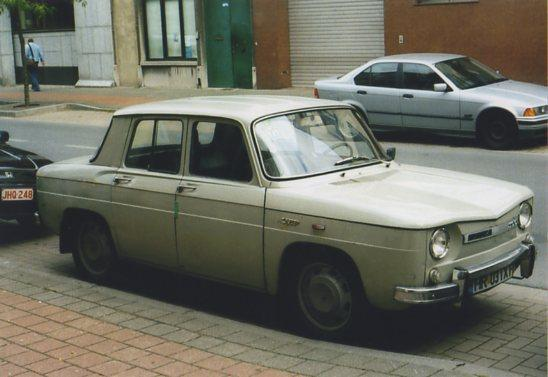
Dacia 1100.
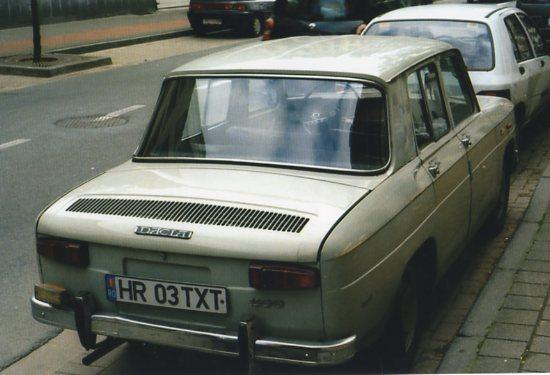
Dacia 1100.
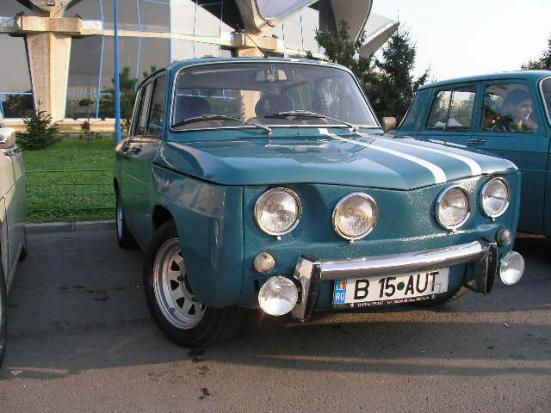
Dacia 1100 Sport.
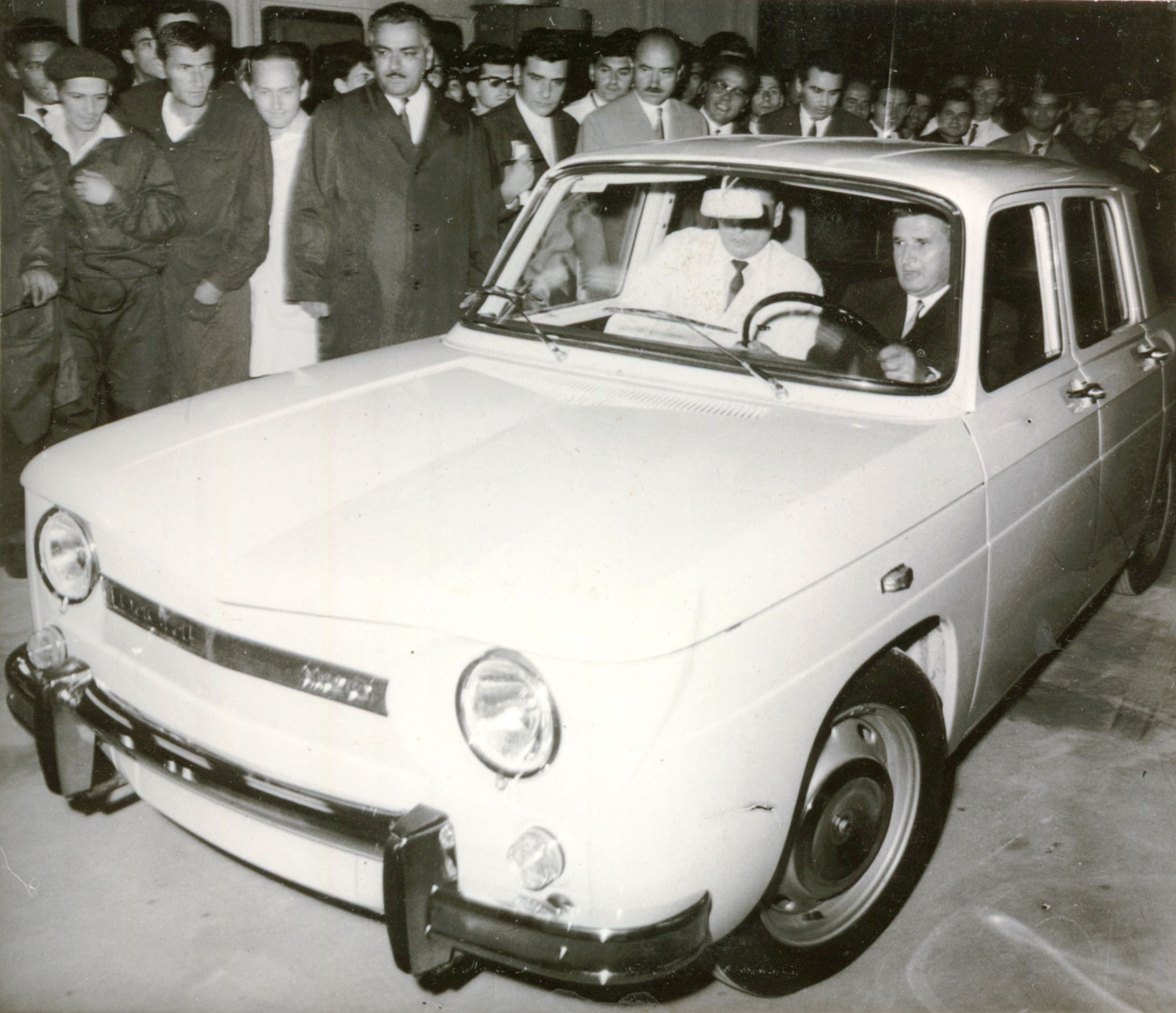
Nicolae Ceaușescu, président du Conseil d'État de la RSR, inaugure l’usine de Piteşti, le 20 août 1968.

## Sources
- Bernard Vermeylen, Voitures des pays de l'Est, E-T-A-I, Boulogne-Billancourt, 2008  (ISBN 9782726888087)